# 訃報 2001年12月
訃報 2001年12月（ふほう 2001ねん12がつ）では、2001年（平成13年）12月中に物故した、又は物故が報じられた人物についてまとめる。

## （1日 - 15日）

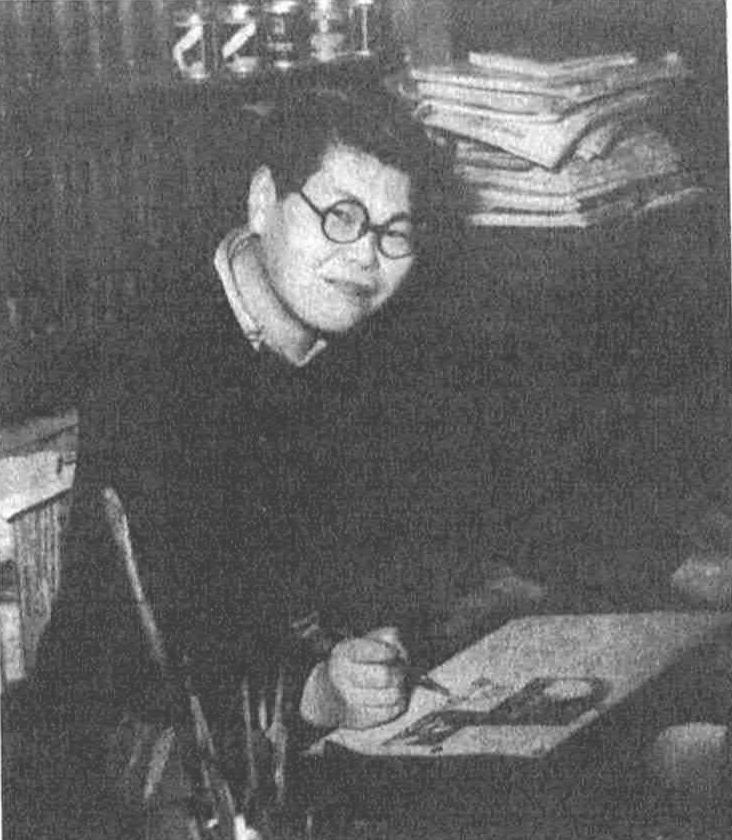
小松崎茂／12月7日没

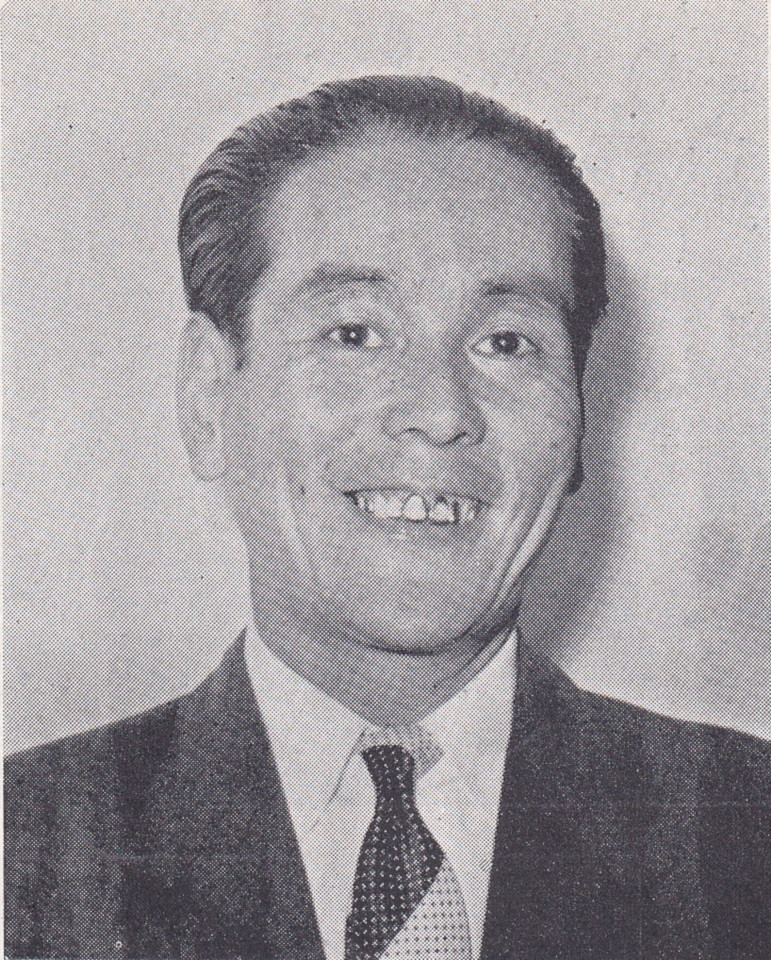
三代目江戸家猫八／12月10日没

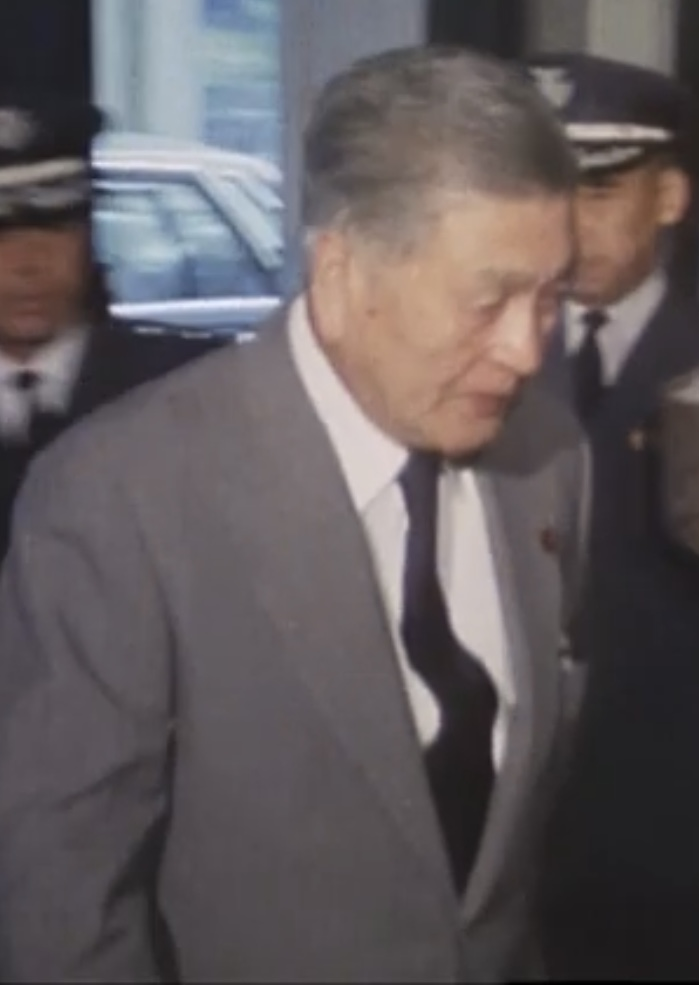
田沢吉郎／12月12日没

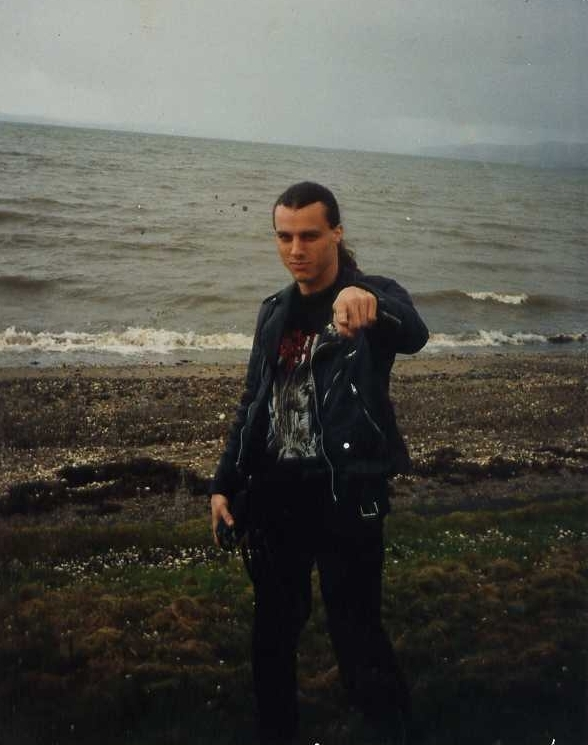
チャック・シュルディナー／12月13日没

- 12月1日 - 村松克己、俳優（* 1939年）
- 12月5日 - 徳永真一郎、歴史小説家（* 1914年）
- 12月7日 - 小松崎茂、画家、イラストレーター （* 1915年）
- 12月9日 - 原智恵子、ピアニスト（* 1914年）
- 12月10日 - 三代目江戸家猫八、話芸師（* 1921年）
- 12月11日 - 千石剛賢、宗教家（* 1923年）
- 12月11日 - 上西和郎、政治家（* 1931年）
- 12月12日 - 田沢吉郎、政治家、元防衛庁長官・農林水産大臣・国土庁長官（* 1918年）
- 12月13日 - 小栗一也、俳優（* 1923年）
- 12月13日 - チャック・シュルディナー、ミュージシャン (デス、コントロール・ディナイド（英語版）) （* 1967年)
- 12月14日 - 伊勢錦貫二郎、元力士（* 1929年）
- 12月14日 - 中部銀次郎、アマチュアゴルファー（* 1942年）

## （16日 - 31日）

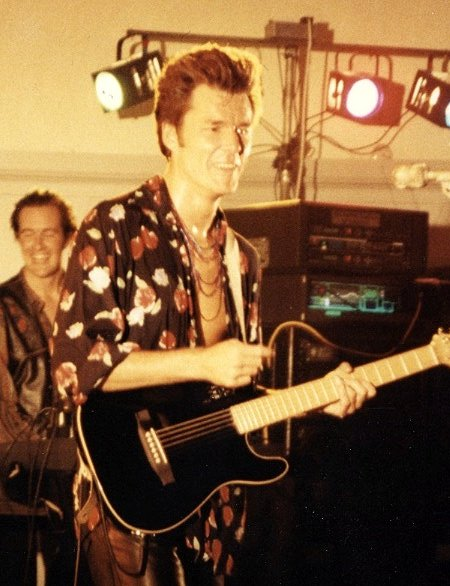
スチュアート・アダムソン／12月16日没

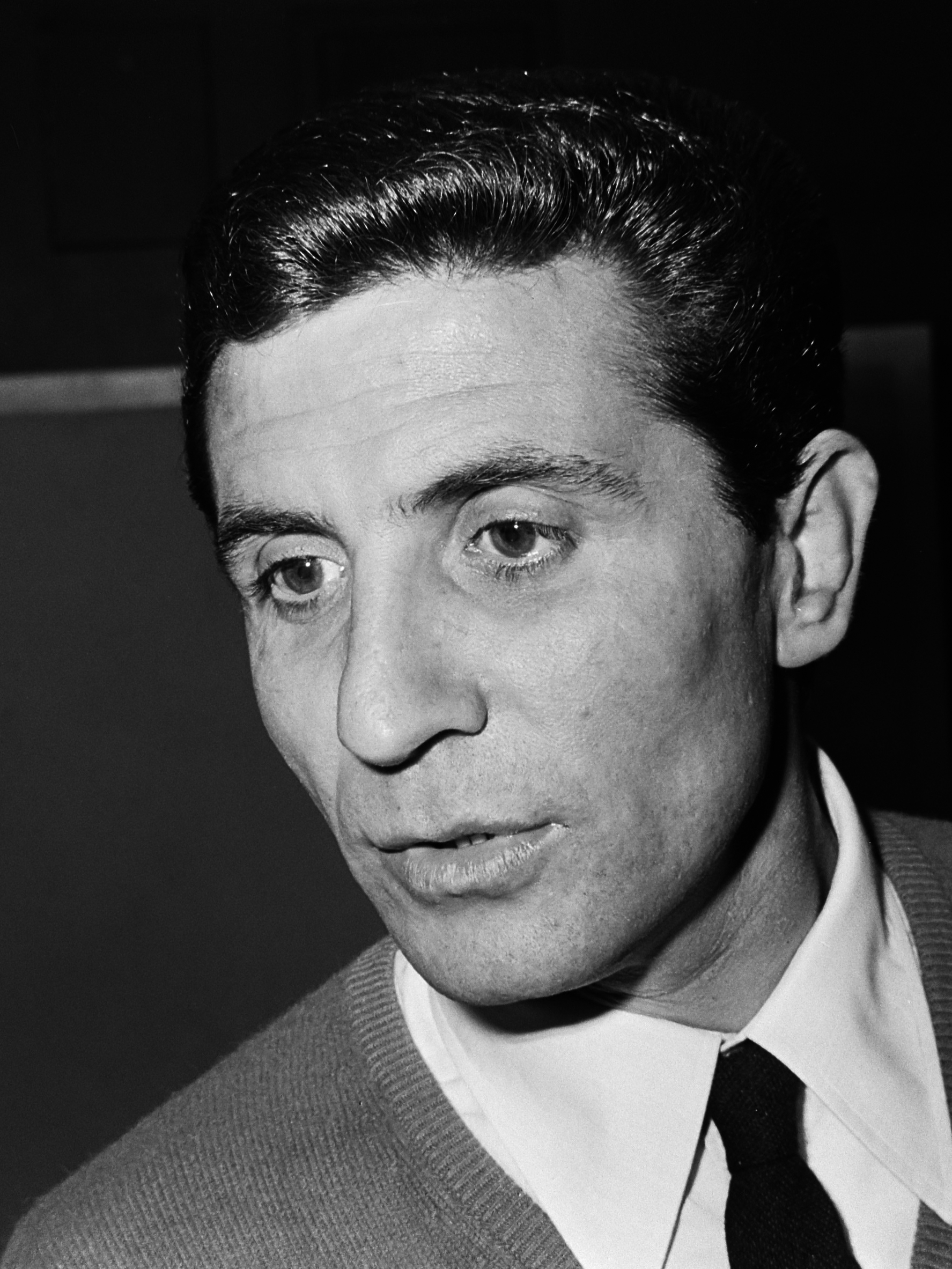
ジルベール・ベコー／12月18日没

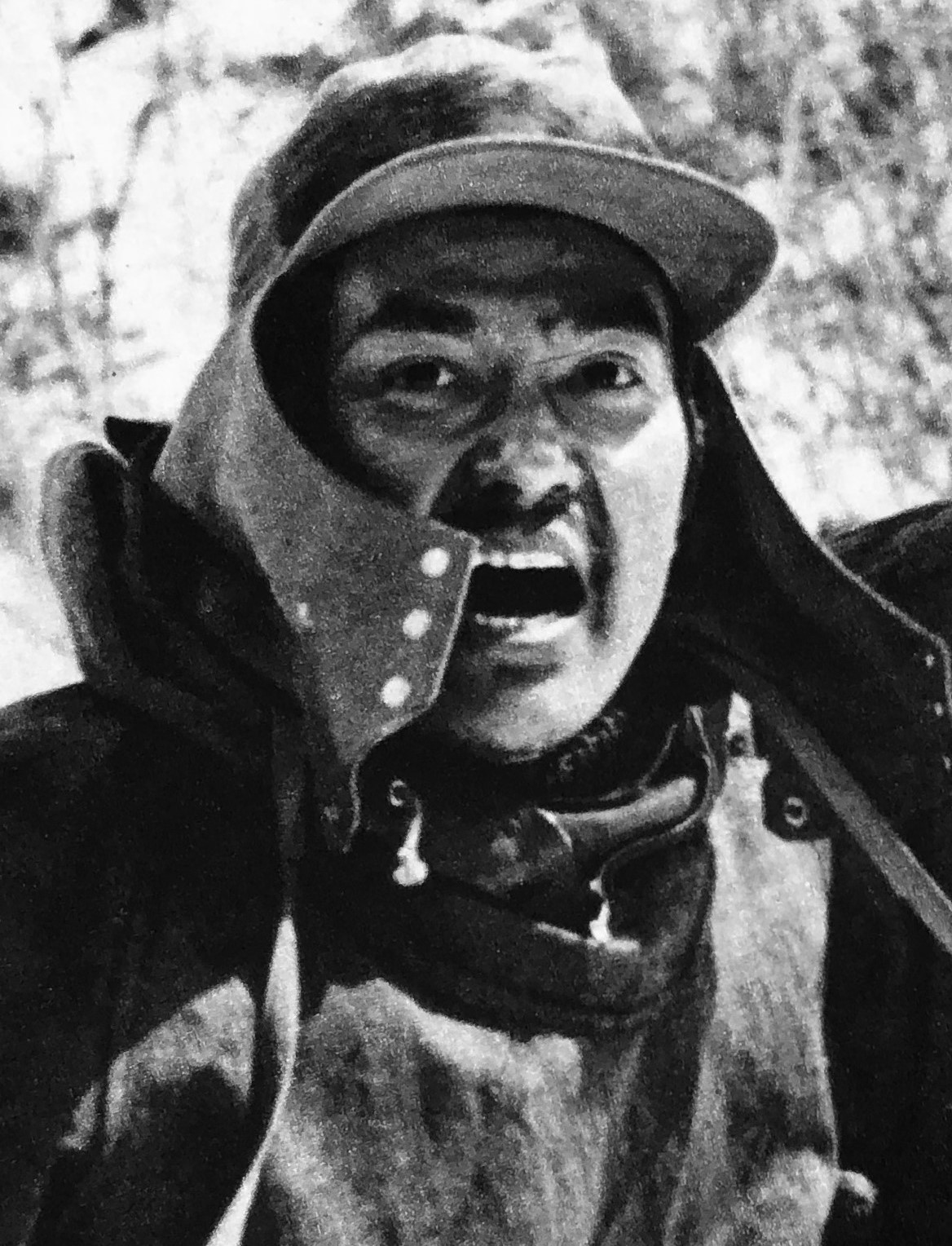
南原宏治／12月20日没

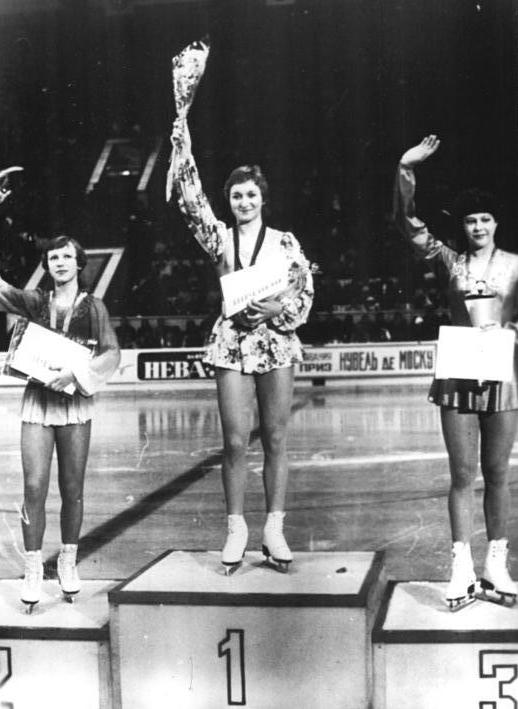
キラ・イワノワ（左）／12月21日没

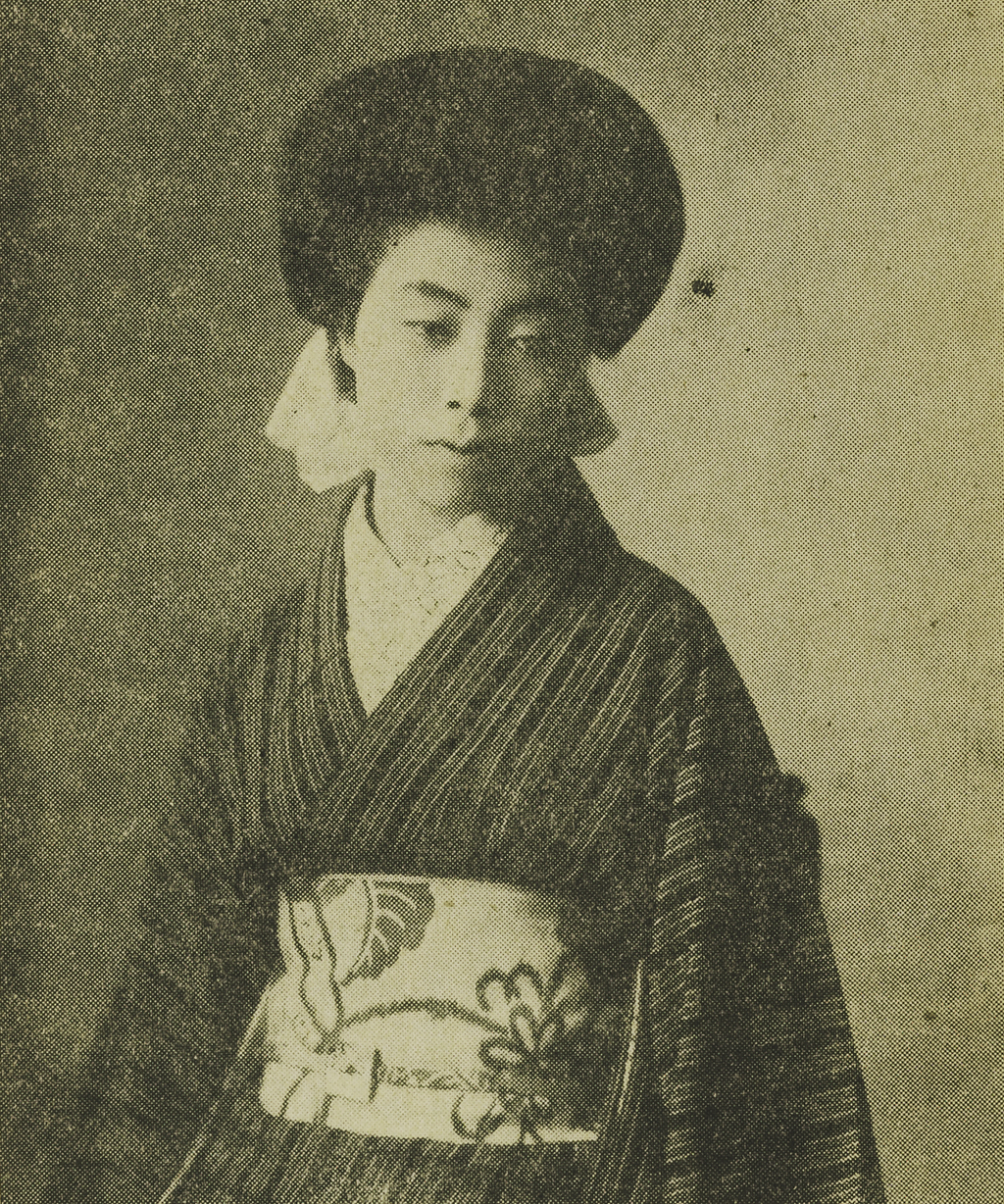
加藤シヅエ／12月22日没

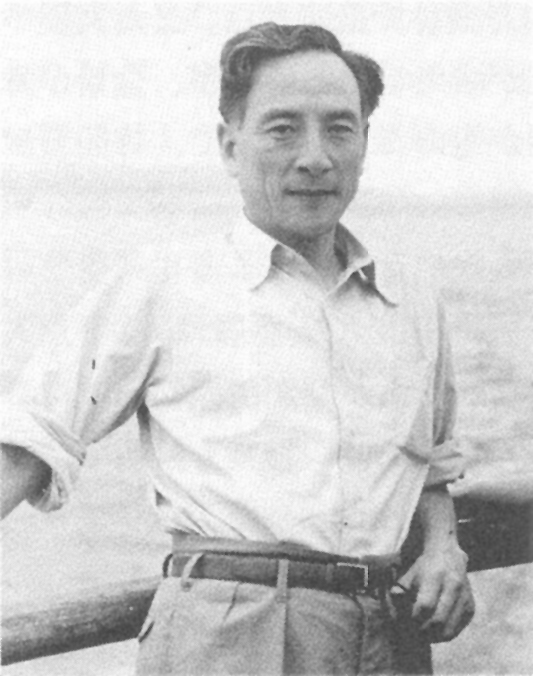
朝比奈隆／12月29日没

- 12月16日 - 関英男、電気工学者（* 1905年）
- 12月16日 - スチュアート・アダムソン、ミュージシャン、ビッグ・カントリーボーカル（* 1958年）
- 12月18日 - ジルベール・ベコー、シャンソン歌手（* 1927年）
- 12月19日 - マルセル・ミュール、クラシック・サクソフォーン奏者（* 1901年）
- 12月20日 - 南原宏治、俳優（* 1927年）
- 12月21日 - キラ・イワノワ、フィギュアスケート選手（* 1963年）
- 12月22日 - 加藤シヅエ、婦人活動家、政治家（* 1897年）
- 12月23日 - 北野隆興、実業家（* 1921年）
- 12月25日 - 山岡葉子、声優（* 1947年）
- 12月29日 - 朝比奈隆、指揮者（* 1908年）
- 12月31日 - 旭輝子、女優（* 1924年）

## 没日不明
- 12月 - CINDY、歌手・シンガーソングライター・作詞家・作曲家（* 1958年）